# Eickhof (Seehausen)
Eickhof ist ein Wohnplatz im Ortsteil Geestgottberg der Hansestadt Seehausen (Altmark) im Landkreis Stendal in Sachsen-Anhalt.

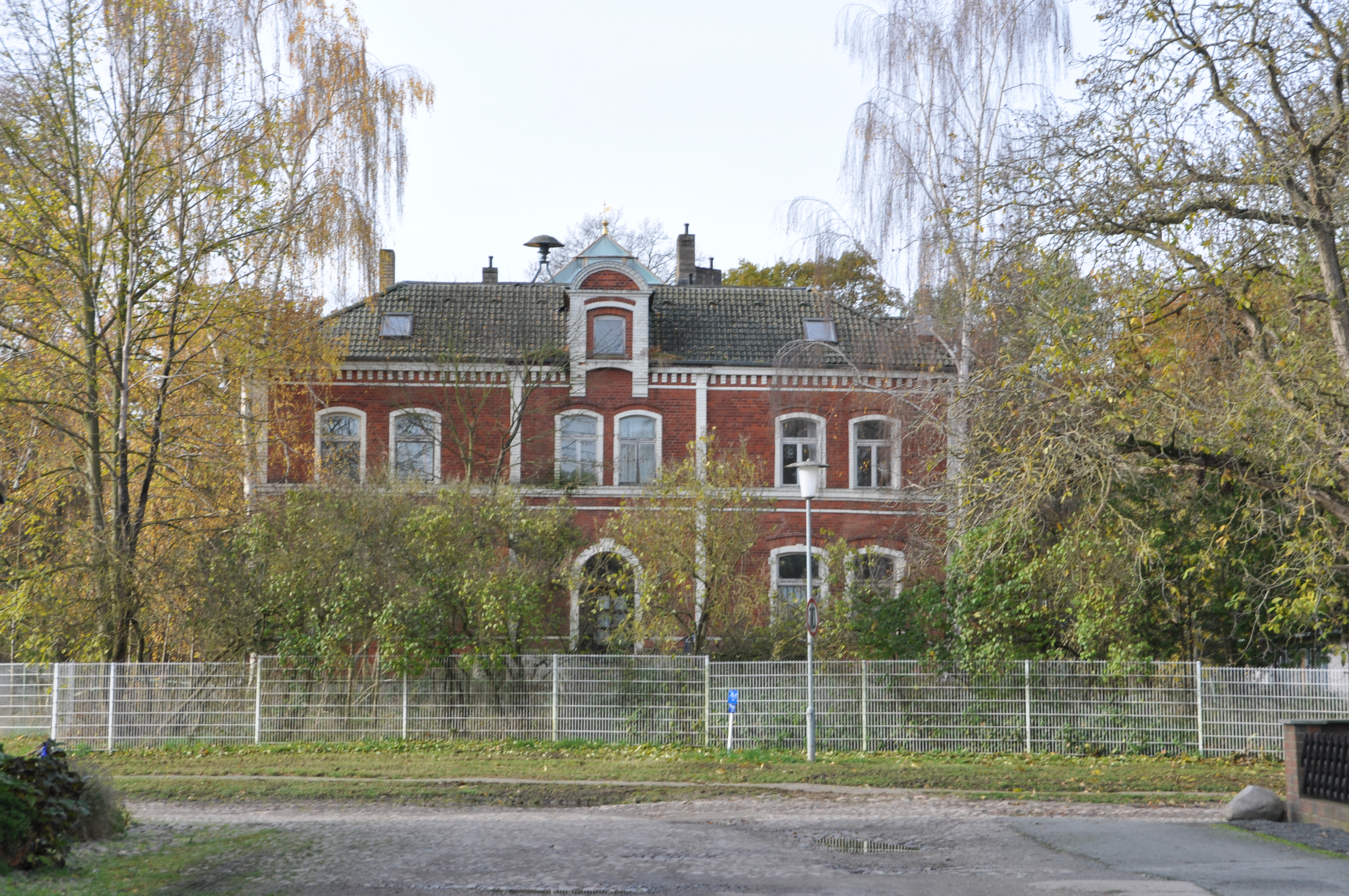
Gutshaus Rittergut Eickhof

## Geographie
Die Gutssiedlung liegt inmitten von Geestgottberg, 4½ Kilometer südlich von Wittenberge zwischen den Flüssen Elbe und Aland im äußersten Norden der Altmark.
Nachbarorte sind Wittenberge und Eickerhöfe im Norden, Losenrade im Nordosten, Hohe Geest im Osten und Gottberg im Westen.

## Geschichte

### Mittelalter bis Neuzeit
Im Jahre 1541 war Eichhove im Besitz der Edlen Herren zu Putlitz. 1608 wohnte Joachim von Putlitz in Eickehof, einem Hof im Beritt Seehausen. 1687 hieß der Ort Eickhoff. 1804 hieß das adlige Gut bereits Eickhof.

### Eingemeindungen
Am 30. September 1928 wurde ein Teil vom Gutsbezirk Eickhof mit der Landgemeinde Geestgottberg vereinigt, der andere Teil, die Flächen des Gastwirts Schatz, wurden mit der Landgemeinde Losenrade vereinigt. Eickhof wurde damit zum Wohnplatz der Gemeinde Geestgottberg, die seit 2010 ein Ortsteil ist.

### Einwohnerentwicklung
| Jahr | Einwohner |
| ---- | --------- |
| 1775 | 23        |
| 1789 | 27        |
| 1798 | 26        |
| 1801 | 30        |
| 1818 | 28        |
| 1840 | 20        |
| 1871 | 38        |

| Jahr | Einwohner |
| ---- | --------- |
| 1885 | 30        |
| 1895 | 87        |
| 1900 | [0]85     |
| 1905 | 93        |
| 1910 | [0]83     |
| 1925 | [0]82     |

Quelle wenn nicht angegeben:

## Religion
Die evangelischen Christen aus Eickerhof gehörten zu Kirchengemeinde Eickerhöfe, die früher zur Pfarrei Wahrenberg gehörte. Sie werden heute betreut vom Kirchengemeindeverband Beuster-Aland im Pfarrbereich Beuster des Kirchenkreises Stendal im Bischofssprengel Magdeburg der Evangelischen Kirche in Mitteldeutschland.